# Keolis
Keolis è una società francese specializzata nel trasporto pubblico partecipata dalle Ferrovie francesi (56,7), da Kebexa (40,8%) e da Cadres Keolis (2,5%).
L'azienda è presente in 10 Paesi: Algeria, Belgio, Danimarca, Norvegia, Francia, Paesi Bassi, Regno Unito, Germania, Canada e Svezia, con la gestione di reti sia su ferro sia su gomma.
Si tratta del primo operatore societario a carattere misto con gestione "privata" di trasporto pubblico in Francia.